# Charles Sobhraj

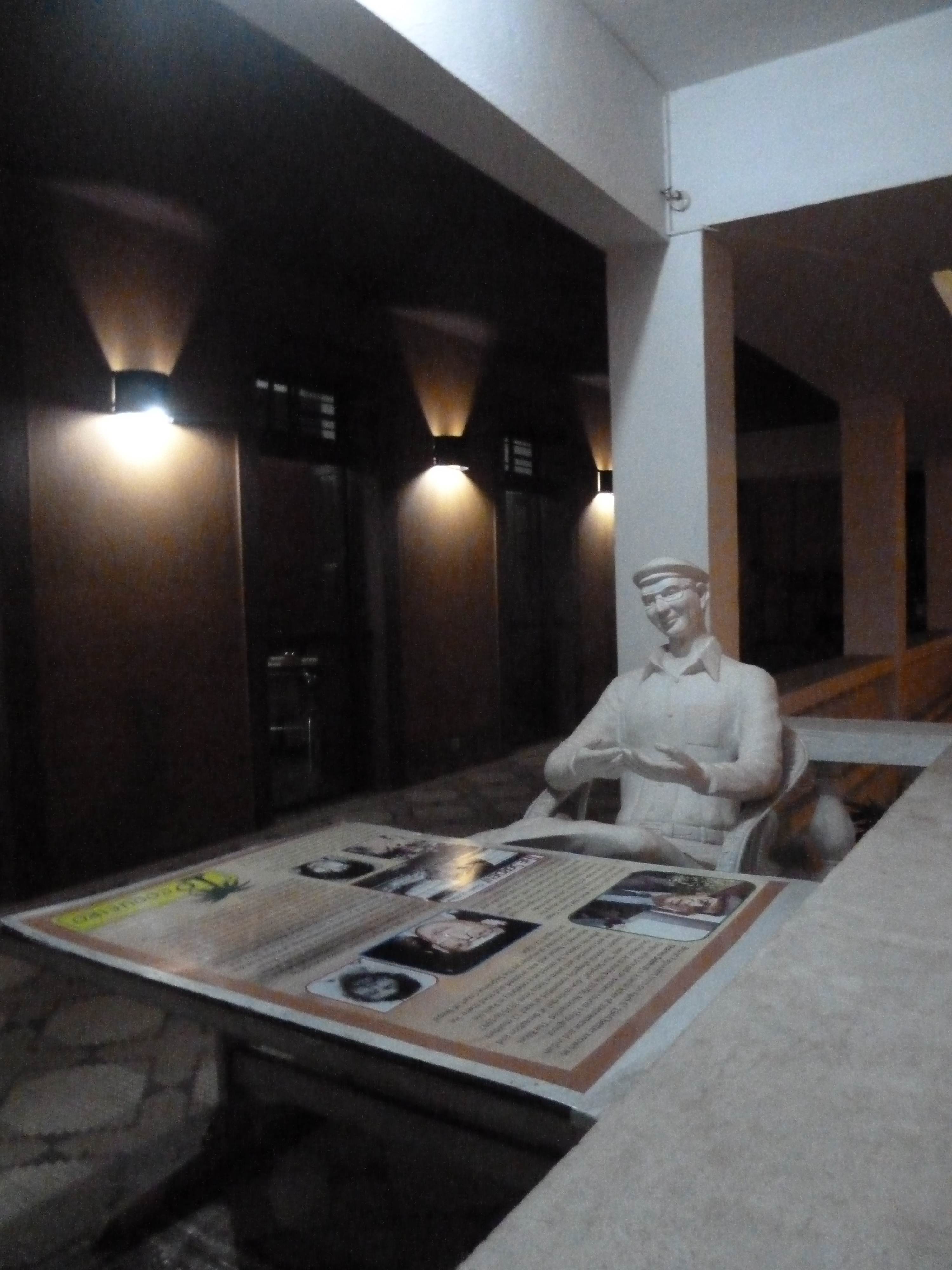
Charles Sobhraj

Charles Sobhraj, voluit Hotchand Bhawnani Gurumukh Charles Sobrhaj (Saigon, 6 april 1944) is een Franse seriemoordenaar uit India van Vietnamese afkomst, die vooral aasde op westerse toeristen in Zuidoost-Azië gedurende de jaren zeventig.

## The serpent
Hij verdronk of vergiftigde (met een mix van loperamide en mogadon) zijn slachtoffers en stak ze vervolgens in brand. Nadat een Nederlands stel vermoord was gevonden legde diplomaat Herman Knippenberg, werkzaam bij de Nederlandse ambassade in Bangkok, het verband tussen die moord en een aantal andere moorden gepleegd in andere landen. Sobhraj stond aanvankelijk bekend als de "Bikini killer" (de "Bikinimoordenaar"), omdat enkele van zijn slachtoffers werden gevonden in bikini, later ook onder de bijnaam "De slang" ("The serpent"), omdat hij goed was in bedrog en zich 'als een slang' uit netelige situaties wist te wurmen. Zo gebruikte hij de identiteit van zijn slachtoffers om ongestoord te kunnen reizen. Hij pleegde minstens 12 moorden en zat in India opgesloten van 1976 tot 1985. Om uitlevering aan Thailand (waar hij de doodstraf zou krijgen) te voorkomen ontsnapte Sobhraj uit de Indiase gevangenis. Na enkele maanden werd hij weer gepakt en vanwege zijn ontsnapping vastgezet tot 1997. Hij wist een redelijk goed leventje te leiden in de gevangenis. Ondertussen verjaarden enkele moorden en hij ging als een bekend persoon met pensioen in Parijs. Charles Sobhraj wist zijn status uit te buiten door zijn verhaal aan diverse media te verkopen.
Nadat hij onverwachts naar Nepal op vakantie ging, werd hij - gesignaleerd door Interpol - gearresteerd op 12 augustus 2004. De Nepalese rechter legde hem vervolgens levenslang op. In 2008 kondigde Sobhraj zijn verloving aan met een Nepalese vrouw, Nihita Biswas. De authenticiteit van de relatie van het paar werd bevestigd in een open brief van de Amerikaanse dirigent David Woodard aan The Himalayan Times.
In december 2022 kwam Sobhraj vrij. Sobhraj zat vast in Nepal, dat hem vrijlaat vanwege zijn hoge leeftijd.
De misdaden van Sobhraj lagen ten grondslag aan de Netflix-serie The Serpent.